# زبان نروژی
زبان نروژی یا نارویژی (به نروژی: norsk) یک زبان هندواروپایی از شاخهٔ گروه زبان‌های اسکاندیناویایی خانوادهٔ زبان‌های ژرمنی (زبان‌های ژرمنی شمالی) است. نروژی زبان رسمی کشور نروژ است.
گفتنی است که وجود دو زبان در نروژ، باعث پیچیدگی مسائل زبانی این کشور شده‌است. این زبان‌ها، بوکمل (زبان کتابی)، که نزدیک به زبان دانمارکی است، و نینورسک (نروژی جدید)، که نزدیک به لهجهٔ شمال سوئد است، نام دارند. نام‌های غیررسمی این دو زبان به‌ترتیب ریکسمل (به‌معنای زبان سلطنتی) و لاندسمل (به‌معنای زبان روستایی) است.
هردو زبان از سال ۱۸۸۵ به‌عنوان زبان‌های رسمی نروژ شناخته شده‌اند. زبان نروژی نو در سال ۱۸۵۰ توسط ایوار آسن بر پایهٔ زبان سده‌های میانه و لهجه‌های نروژیِ آن دوره ابداع شده‌است. زبان‌های بوکمل و نینورسک، پس از اصلاحات سال ۱۹۳۸، به هم نزدیک‌تر شدند؛ این امر نتیجهٔ سیاست‌های حکومتی برای به‌هم پیوستن دو زبان جهت ایجاد زبان مشترک نروژی به‌نام سام‌نورسک بوده‌است. همه‌پرسی سال ۱۹۴۶ نشان داد که ۷۹٪ مردم نروژ از این سیاست پشتیبانی می‌کنند؛ اما مخالفان این سیاست، اعتراض‌های گسترده‌ای را در دههٔ پنجاه میلادی ترتیب دادند. به‌هرحال، نفوذ سام‌نورسک از سال ۱۹۶۰ کاهش یافت و در سال ۲۰۰۲ رسماً کنار گذاشته شد.